# Shō Hatsuyama
Shō Hatsuyama (初山翔?, Hatsuyama Shō; Sagamihara, 17 agosto 1988) è un ex ciclista su strada giapponese, attivo nella categoria Elite dal 2011 al 2019. Si è classificato ultimo al Giro d'Italia 2019 conquistando come miglior risultato un 120º posto di tappa. Tenta la fuga varie volte ma senza fortuna. Sempre a questo Giro d'Italia, nella prima tappa la cronoscalata da Bologna a San Luca, perde Hiroki Nishimura il connazionale suo compagno di squadra più fidato, poiché in tale cronometro di una decina di km, uscì fuori tempo massimo. Ora è diventato un monaco buddista e vive sulle pendici del famosissimo Monte Fuji.

## Palmarès
- 2013 (Bridgestone Anchor Cycling Team, una vittoria)

Tour de Okinawa
- 2015 (Bridgestone Anchor Cycling Team, una vittoria)

9ª tappa Tour of Singkarak (Padang Panjang > Padang)
- 2016 (Bridgestone Anchor Cycling Team, una vittoria)

Campionati giapponesi, Prova in linea

### Altri successi
- 2017 (Bridgestone Anchor Cycling Team)

Classifica scalatori Tour of Japan

## Piazzamenti

### Grandi giri
- Giro d'Italia

2019: 142º

### Classiche monumento
- Milano-Sanremo

2018: 150º